# Shadow of the Day
Shadow of the Day è un singolo del gruppo musicale statunitense Linkin Park, pubblicato il 12 novembre 2007 come terzo estratto dal terzo album in studio Minutes to Midnight.

## Descrizione
Si tratta del primo brano composto dal gruppo con una chiave di Si maggiore. Il gruppo sperimentò molte versioni per la linea di tastiera prima di scegliere quella definitiva. Il cantante Chester Bennington spiegò che sono stati utilizzati ben 60 beat differenti prima di aver trovato quello giusto che si potesse adattare al brano. Inoltre per realizzare il brano sono stati utilizzati diversi tipi di strumenti, quali banjo e mandolino elettrico.
Come in altri brani (ad esempio Breaking the Habit o Faint), Shadow of the Day utilizza campionamenti di arrangiamenti orchestrali eseguiti dal vivo da Mike Shinoda mediante la tastiera. Le chitarre distorte appaiono solo dopo il termine del secondo ritornello. La canzone termina con un breve interludio strumentale che si collega all'introduzione di What I've Done.
Dal suo debutto dal vivo, Bennington era solito eseguire anche parti aggiuntive di chitarra nella sezione conclusiva, a partire dal secondo assolo di chitarra di Brad Delson. Questo fatto è abbastanza raro per il gruppo, in quanto Delson esegue le parti principali di chitarra mentre Shinoda si occupa di quelle aggiuntive. Tuttavia, non si tratta della prima canzone in cui Bennington suona la chitarra, in quanto già dal 2002 la suonava per il brano It's Goin' Down e più recentemente anche per Iridescent.

## Video musicale
Il video, diretto dal DJ della band Joe Hahn e apparso in rete il 15 ottobre 2007, è l'unico della videografia dei Linkin Park nel quale appare solo Bennington e mostra alcune scene che riprendono una guerra civile in una città con altre in cui Bennington si sveglia a cinque minuti alla mezzanotte (riferimento all'orologio dell'apocalisse, impostato alle 23:55 nel 2007), per poi uscire in mezzo alla rivolta come se nulla stesse accadendo (uno scenario simile si può vedere nel videoclip di From the Inside, con il quale condivide anche i rumori non completamente sovrascritti dall'audio del brano).
Esiste una versione alternativa del video nella quale verso il finale Bennington muore.

## Tracce
Testi e musiche dei Linkin Park.
CD promozionale (Australia, Germania, Regno Unito, Stati Uniti)
1. Shadow of the Day (Edit) – 4:16

CD singolo (Germania, Regno Unito – parte 1)
1. Shadow of the Day – 4:16
2. Bleed It Out (Live from Projekt Revolution, Holmdel NJ, Aug. 29 '07) – 6:07

CD singolo (Australia, Regno Unito – parte 2), CD maxi-singolo (Germania), download digitale
1. Shadow of the Day – 4:16
2. Bleed It Out (Live from Projekt Revolution, Holmdel NJ, Aug. 29 '07) – 6:07
3. No More Sorrow (Third Encore Session) – 3:46

7" (Regno Unito)
- Lato A

1. Shadow of the Day – 4:16

- Lato B

1. No More Sorrow (Third Encore Session) – 3:46

## Formazione
Hanno partecipato alle registrazioni, secondo le note di copertina di Minutes to Midnight:
Gruppo
- Chester Bennington – voce
- Rob Bourdon – batteria, cori
- Brad Delson – chitarra solista, cori, arrangiamento strumenti ad arco
- Joe Hahn – giradischi, campionatore, cori
- Phoenix – basso, cori
- Mike Shinoda – voce, chitarra ritmica, pianoforte, tastiera, arrangiamento strumenti ad arco

Altri musicisti
- David Campbell – arrangiamento strumenti ad arco, direzione
- Charles Bisharat – violino
- Mario de Leon – violino
- Armen Garabedian – violino
- Julian Hallmark – violino
- Gerry Hilera – violino
- Songa Lee-Kitto – violino
- Natalie Leggett – violino
- Josefina Vergara – violino
- Sara Parkins – violino
- Matt Funes – viola
- Andrew Picken – viola
- Larry Corbett – violoncello
- Suzie Katayama – violoncello
- Oscar Hidalgo – contrabbasso

Produzione
- Rick Rubin – produzione
- Mike Shinoda – produzione
- Andrew Scheps – ingegneria del suono
- Ethan Mates – ingegneria del suono
- Dana Nielsen – ingegneria del suono
- Phillip Broussard, Jr. – assistenza tecnica
- Eric Talaba – ingegneria Pro Tools
- Neal Avron – missaggio
- George Gumbs – assistenza missaggio
- Nicolas Fournier – assistenza missaggio
- Dave Collins – mastering

## Classifiche
| Classifica (2007-17)             | Posizione massima |
| -------------------------------- | ----------------- |
| Australia                        | 15                |
| Austria                          | 6                 |
| Belgio (Vallonia)                | 40                |
| Canada                           | 12                |
| Francia                          | 20                |
| Germania                         | 12                |
| Nuova Zelanda                    | 13                |
| Polonia                          | 5                 |
| Regno Unito                      | 46                |
| Repubblica Ceca                  | 14                |
| Stati Uniti                      | 15                |
| Stati Uniti (adult top 40)       | 6                 |
| Stati Uniti (alternative)        | 2                 |
| Stati Uniti (mainstream rock)    | 6                 |
| Stati Uniti (rock & alternative) | 19                |
| Svezia                           | 20                |
| Svizzera                         | 11                |